# Муромский район
Му́ромский райо́н — административно-территориальная единица Владимирской области России. В границах района образован одноимённый муниципальный район.
Административный центр — город Муром (не входит в состав района).

## География
Площадь 1 050 км² (16-е место среди районов).

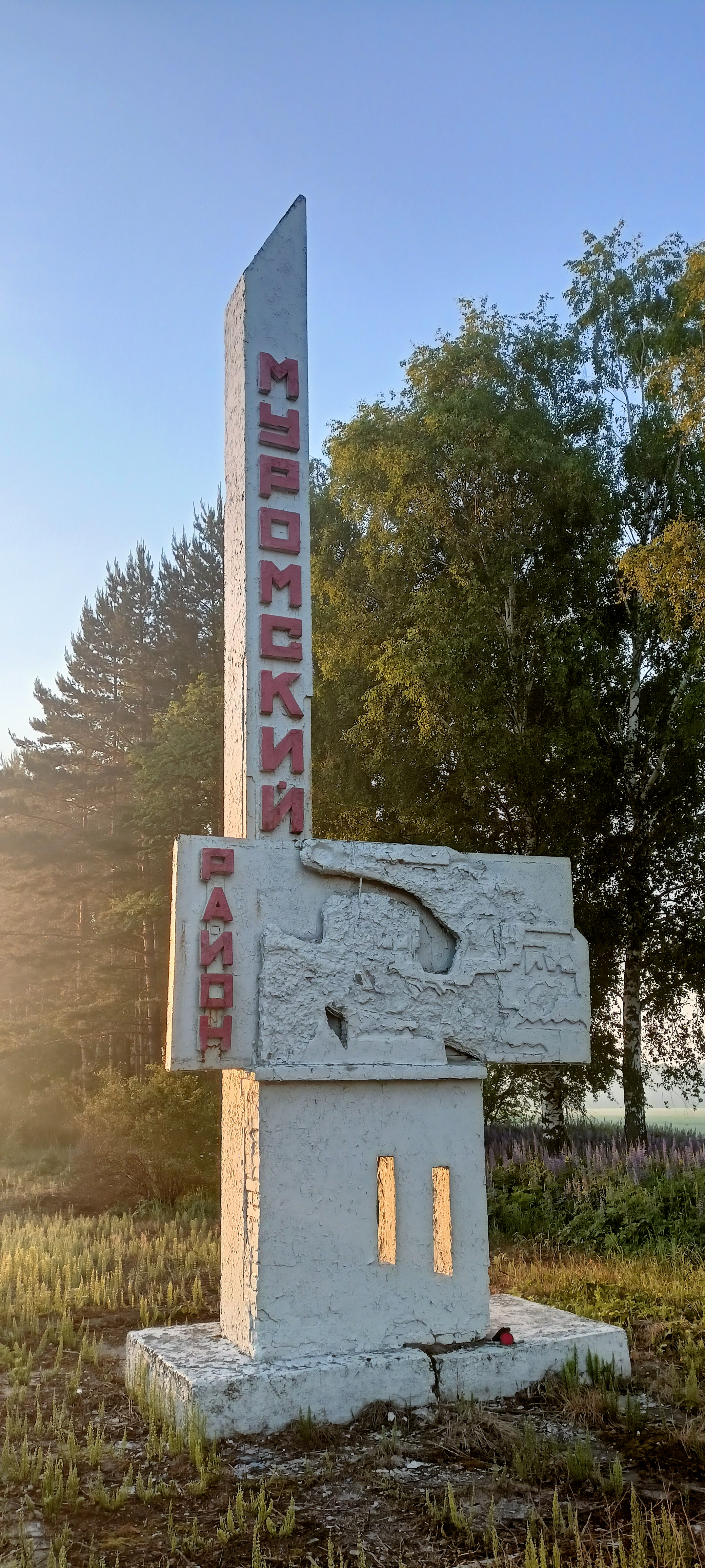

Основные реки — Ока, Ушна, Мотра, Илевна.

### Природные ресурсы
Флора района (включая земли г. Муром) насчитывает 862 вида сосудистых растений.

## История
Район был образован 14 января 1929 года в составе Муромского округа Нижегородской области на части территории упраздненного Муромского уезда Владимирской губернии. С 15 июля 1929 года по 5 декабря 1936 года район находился в составе Нижегородского (Горьковского) края.
19 января 1939 года город Муром отнесен к категории городов областного подчинения, выведен из состава района, оставаясь его центром.
В 1940 году в состав района входили Благовещенский, Борисовский, Борисово-Глебский, Булатниковский, Вилосовский, Дмитриевско-Слободский, Ефановский, Карачаровский, Климовский, Ковардицкий, Кривицкий, Лазаревский, Леванихинский, Малышевский, Межищенский, Михалёвский, Молотицкий, Монаковский, Новашинский, Ново-Котлицкий, Окуловский,  Орловский, Панфиловский, Пестенькинский, Петраковский, Подболотский, Поздняковский, Прудищенский, Саксинский, Спасо-Седчинский, Стригинский и Чаадаевский сельские советы.
14 августа 1944 года район в составе 25 сельсоветов (Благовещенский, Борисово-Глебский, Борисовский, Булатниковский, Дмитриево-Слободской, Климовский, Ковардицкий, Кривицкий, Лазаревский, Левашихинский, Межищенский, Михалевский, Молотицкий, Орловский, Панфиловский, Пестенькенский, Петраковский, Подболотский, Прудищенский, Саксинский, Стригинский, Чаадаевский) передан из Горьковской области в состав вновь образованной Владимирской области. Территории района по правому берегу Оки (Волосовский, Ефановский, Малышевский, Монаковский, Навашинский, Поздняковский и Спасо-Седчинский с/с) 29 августа 1944 года отошли к вновь образованному Мордовщиковскому району Горьковской области.
В 1954 году объединены сельсоветы: Карачаровский, Панфиловский и Орловский — в Карачаровский с/с, Подболотский сельсовет, Левашихинский, Лазаревский и Кривицкий — в Подболотский с/с, Пестенькинский и Окуловский  — в Пестенькинский с/с, Булатниковский, Климовский и Межищенский — в Булатниковский с/с, Михалевский сельсовет и Ново-Котлицкий — в Михалевский с/с, Ковардицкий и Саксинский — в Ковардицкий с/с, Чаадаевский сельсовет Борисовский — в Чаадаевский с/с, Борисо-Глебский сельсовет, Петраковский и Молотицкий — в Борисо-Глебский  с/с. В 1959 году упразднен Фоминский район с передачей Красноборского и Татаровского сельсоветов в состав Муромского района. В 1960 году село Карачарово передано в городскую черту города Мурома, Карачаровский с/с упразднен с передачей его территории в состав Подболотского с/с' '.
1 февраля 1963 года образован Муромский сельский район в составе 26 сельсоветов (Андреевский, Благовещенский, Борисоглебский, Булатниковский, Волосатовский, Дмитриево-Слободской, Ковардицкий, Красноборский, Малышевский сельсовет, Михалевский, Мошокский, Надеждинский, Новлянский. Переложниковский, Первомайский, Пестенькенский, Подболотский, Прудищенский, Селивановский, Скаловский, Стригинский, Талызинский, Татаровский, Чаадаевский, Чертковский) из территории Муромского, Селивановского районов и Мошокского сельсовета Судогодского района.
12 января 1965 года Муромский сельский район преобразован в Муромский район в составе 14 сельсоветов (Благовещенский, Борисоглебский, Булатниковский, Дмитриево-Слободской, Михалевский, Пестенькенский, Подболотский, Прудищенский, Стригинский, Талызинский, Татаровский, Чаадаевский); 11 сельсоветов перешли в Селивановский район; 1 — в состав Судогодского района. В 1965 году образован Молотицкий с/с с включением в его состав части населённых пунктов Борисоглебского с/с, центр Михалевского с/с перенесен в деревню Зимёнки и переименован в Зименковский с/с.
В 1977 году образован Савковский с/с, упразднен Благовещенский с/с с включением населённых пунктов в состав Красноборского с/с, Красноборский с/с переименован в Польцовский с/с.
На 1 января 1983 года в состав района входили рабочий посёлок Вербовский и 16 сельских советов: Борисоглебский, Булатниковский, Дмитриевско-Слободский, Зименковский, Ковардицкий, Молотицкий, Панфиловский сельсовет, Пестенькинский, Подболотский, Польцовского, Стригинский, Талызинский, Татаровский, Чаадаевский.
15 октября 1997 года рабочий посёлок Вербовский введен в состав города Мурома.
В 1998 году в результате реформы все сельские советы преобразованы в сельские округа.
В соответствии с Законом Владимирской области от 10 декабря 2001 года № 130-ОЗ как административно-территориальная единица области Муромский район сохранил свой статус.
В соответствии с Законом Владимирской области от 11 декабря 2001 года № 137-ОЗ Муромский район и город Муром были объединены в одно муниципальное образование округ Муром.
В соответствии с Законом Владимирской области от 11 ноября 2004 года № 179-ОЗ округ Муром как муниципальное образование наделён статусом городского округа.
В соответствии с Законом Владимирской области от 13 мая 2005 года № 58-ОЗ, отменившим действие предыдущего закона, из состава городского округа было выделено муниципальное образование Муромский район (в границах административного района) и наделено статусом муниципального района, в составе которого было образовано 2 муниципальных образования со статусом сельских поселений.

## Население
| 1939    | 1959    | 1970    | 1979    | 1989    | 2002    | 2009    | 2010    | 2011    |
| ------- | ------- | ------- | ------- | ------- | ------- | ------- | ------- | ------- |
| 114 417 | ↘50 552 | ↘44 132 | ↘36 171 | ↘29 975 | ↘26 382 | ↘24 744 | ↘15 835 | ↘15 821 |
| 2012    | 2013    | 2014    | 2015    | 2016    | 2017    | 2018    | 2019    | 2020    |
| ↗16 305 | ↘16 191 | ↗16 271 | ↘16 049 | ↘16 025 | ↗16 031 | ↘15 898 | ↘15 721 | ↘15 512 |
| 2021    |         |         |         |         |         |         |         |         |
| ↘15 013 |         |         |         |         |         |         |         |         |

### Урбанизация
Муромский район является единственным районом области, в котором отсутствует городское население.

### Национальный состав
По итогам переписи населения 2020 года проживали следующие национальности (национальности менее 0,1 % и другое, см. в сноске к строке «Другие»):
| Национальность | Численность, чел. | Доля     |
| -------------- | ----------------- | -------- |
| Русские        | 14 611            | 97,33 %  |
| Украинцы       | 32                | 0,21 %   |
| Таджики        | 32                | 0,21 %   |
| Армяне         | 30                | 0,20 %   |
| Татары         | 21                | 0,14 %   |
| Другие         | 287               | 1,91 %   |
| Итого          | 15 013            | 100,00 % |

## Муниципально-территориальное устройство
В Муромский район входят два сельских поселения:
| № | Сельское поселение | Административный центр | Количество населённых пунктов | Население | Площадь, км2 |
| - | ------------------ | ---------------------- | ----------------------------- | --------- | ------------ |
| 1 | Борисоглебское     | село Борисоглеб        | 40                            | ↘5263     | 595,81       |
| 2 | Ковардицкое        | село Ковардицы         | 50                            | ↗9750     | 372,16       |

## Населённые пункты
В районе 90 населённых пунктов:
| №  | Населённый пункт | Тип                     | Население | Сельское поселение |
| -- | ---------------- | ----------------------- | --------- | ------------------ |
| 1  | Алешунино        | деревня                 | ↘21       | Борисоглебское     |
| 2  | Афанасово        | деревня                 | ↘126      | Ковардицкое        |
| 3  | Бабурино         | деревня                 | ↘0        | Ковардицкое        |
| 4  | Безлесная        | железнодорожная станция | ↘15       | Ковардицкое        |
| 5  | Бердищево        | деревня                 | ↗26       | Ковардицкое        |
| 6  | Берёзовка        | деревня                 | ↗67       | Ковардицкое        |
| 7  | Благовещенское   | село                    | ↘29       | Борисоглебское     |
| 8  | Большое Юрьево   | деревня                 | ↗37       | Ковардицкое        |
| 9  | Борисово         | село                    | ↘391      | Борисоглебское     |
| 10 | Борисоглеб       | село                    | ↘519      | Борисоглебское     |
| 11 | Боровицы         | село                    | ↘47       | Борисоглебское     |
| 12 | Борок            | деревня                 | ↘5        | Борисоглебское     |
| 13 | Булатниково      | село                    | ↘561      | Ковардицкое        |
| 14 | Валово           | деревня                 | ↗15       | Ковардицкое        |
| 15 | Вареж            | деревня                 | ↗33       | Борисоглебское     |
| 16 | Волнино          | деревня                 | ↘154      | Борисоглебское     |
| 17 | Глебовка         | деревня                 | ↘12       | Борисоглебское     |
| 18 | Грибково         | деревня                 | ↗64       | Ковардицкое        |
| 19 | Дмитриевка       | деревня                 | ↗14       | Ковардицкое        |
| 20 | Дьяконово        | деревня                 | →14       | Борисоглебское     |
| 21 | Жемчужино        | деревня                 | ↘33       | Ковардицкое        |
| 22 | Загряжское       | деревня                 | ↗170      | Ковардицкое        |
| 23 | Зарослово        | деревня                 | ↘16       | Ковардицкое        |
| 24 | Захарово         | деревня                 | ↗11       | Борисоглебское     |
| 25 | Зимёнки          | посёлок                 | ↘936      | Ковардицкое        |
| 26 | Иваньково        | деревня                 | ↗190      | Ковардицкое        |
| 27 | Игнатьево        | деревня                 | ↘1        | Борисоглебское     |
| 28 | Катышево         | деревня                 | ↗11       | Ковардицкое        |
| 29 | Кичигино         | деревня                 | →0        | Борисоглебское     |
| 30 | Климово          | село                    | ↗41       | Ковардицкое        |
| 31 | Ковардицы        | село                    | ↗1697     | Ковардицкое        |
| 32 | Кольдино         | деревня                 | ↗91       | Ковардицкое        |
| 33 | Кондраково       | посёлок                 | #Н/Д      | Борисоглебское     |
| 34 | Коржавино        | деревня                 | ↗153      | Ковардицкое        |
| 35 | Красный Бор      | деревня                 | ↘4        | Борисоглебское     |
| 36 | Кривицы          | деревня                 | ↗194      | Ковардицкое        |
| 37 | Лазарево         | село                    | ↘248      | Ковардицкое        |
| 38 | Лесниково        | деревня                 | ↗122      | Ковардицкое        |
| 39 | Макаровка        | деревня                 | ↘380      | Ковардицкое        |
| 40 | Малое Юрьево     | деревня                 | ↗14       | Ковардицкое        |
| 41 | Мартыново        | деревня                 | ↘4        | Борисоглебское     |
| 42 | Межищи           | деревня                 | ↘149      | Ковардицкое        |
| 43 | Михайловка       | деревня                 | ↘9        | Борисоглебское     |
| 44 | Михайлово        | деревня                 | ↗44       | Ковардицкое        |
| 45 | Михалёво         | деревня                 | ↘177      | Ковардицкое        |
| 46 | Михальчугово     | деревня                 | →3        | Борисоглебское     |
| 47 | Мишино           | деревня                 | ↘226      | Ковардицкое        |
| 48 | Молотицы         | село                    | ↘960      | Борисоглебское     |
| 49 | Мордвиново       | деревня                 | ↘74       | Ковардицкое        |
| 50 | Новое Ратово     | деревня                 | ↗73       | Ковардицкое        |
| 51 | Новосёлки        | деревня                 | →0        | Ковардицкое        |
| 52 | Новые Котлицы    | деревня                 | ↘5        | Ковардицкое        |
| 53 | Нула             | деревня                 | ↗11       | Борисоглебское     |
| 54 | Ожигово          | деревня                 | ↘30       | Борисоглебское     |
| 55 | Окулово          | деревня                 | ↗26       | Ковардицкое        |
| 56 | Ольгино          | деревня                 | ↘11       | Борисоглебское     |
| 57 | Охеево           | деревня                 | ↘14       | Ковардицкое        |
| 58 | Панфилово        | село                    | ↘1680     | Ковардицкое        |
| 59 | Пенза            | деревня                 | ↘11       | Борисоглебское     |
| 60 | Пестенькино      | деревня                 | ↘819      | Ковардицкое        |
| 61 | Петроково        | деревня                 | ↗276      | Борисоглебское     |
| 62 | Полесково        | деревня                 | ↘1        | Борисоглебское     |
| 63 | Польцо           | село                    | ↘192      | Борисоглебское     |
| 64 | Пополутово       | деревня                 | ↗27       | Ковардицкое        |
| 65 | Пробуждение      | деревня                 | ↘9        | Борисоглебское     |
| 66 | Прудищи          | деревня                 | ↘261      | Борисоглебское     |
| 67 | Разъезд 15 км    | разъезд                 | ↘0        | Ковардицкое        |
| 68 | Рамежки          | деревня                 | ↗34       | Ковардицкое        |
| 69 | Рожново          | деревня                 | ↘46       | Борисоглебское     |
| 70 | Саванчаково      | деревня                 | ↘55       | Борисоглебское     |
| 71 | Савково          | деревня                 | ↘322      | Ковардицкое        |
| 72 | Саксино          | деревня                 | ↗245      | Ковардицкое        |
| 73 | Санниково        | деревня                 | ↗61       | Борисоглебское     |
| 74 | Сафоново         | деревня                 | ↘11       | Борисоглебское     |
| 75 | Сельцо           | деревня                 | ↗3        | Ковардицкое        |
| 76 | Соболево         | деревня                 | ↘26       | Ковардицкое        |
| 77 | Сосницы          | деревня                 | ↘4        | Борисоглебское     |
| 78 | Старое Ратово    | деревня                 | ↘132      | Ковардицкое        |
| 79 | Старые Котлицы   | деревня                 | ↘40       | Ковардицкое        |
| 80 | Степаньково      | деревня                 | ↘446      | Борисоглебское     |
| 81 | Стригино         | село                    | ↘299      | Ковардицкое        |
| 82 | Талызино         | деревня                 | ↗141      | Борисоглебское     |
| 83 | Татарово         | село                    | ↘210      | Борисоглебское     |
| 84 | Федорково        | деревня                 | ↘4        | Ковардицкое        |
| 85 | Хоробрицы        | деревня                 | ↗52       | Борисоглебское     |
| 86 | Чаадаево         | село                    | ↘927      | Борисоглебское     |
| 87 | Черемисино       | деревня                 | ↘100      | Ковардицкое        |
| 88 | Ширино           | деревня                 | →0        | Борисоглебское     |
| 89 | Шишлово          | деревня                 | ↗10       | Ковардицкое        |
| 90 | Шумилиха         | деревня                 | ↘8        | Борисоглебское     |

## Экономика
ООО «Объединенная компания «РусТехнологии», завод по производству оцинкованной стали с полимерным покрытием, работающий в посёлке фабрики им П.Л. Войкова с 2013 года. Является одним из крупнейших российских производств в данном сегменте.

## Транспорт
По территории Муромского района проходят федеральная трасса М12, трасса регионального значения 
 (Владимир—Муром—Арзамас) и областного 
 (Муром — М-7(Волга)).

## Достопримечательности
1. Музей русского поэта Н.А. Некрасова - д. Алешунино
2. Христо-Рождественское Архиерейское подворье - с. Борисоглеб
3. Михаило-Архангельский храм - с. Лазарево
4. Единоверческая церковь в честь Рождества Христова - урочище Семёновка
5. Панфиловская сельская картинная галерея «Музейно-выставочное объединение имени С.И. Чиркова»
6. Храм святого Николая чудотворца - с. Старые Котлицы.

## Археология
- Близ города Мурома найдена Панфиловская стоянка волосовской культуры. Обследована профессором Василием Городцовым в 1924 году[34][35].
- У села Чаадаево находится домонгольское селище Чаадаево-5. На селище найдены стилосы (писа́ла) для письма, детали книжных переплётов, предметы вооружения, более 10 пломб дрогичинского типа. За пределами жилой части поселения за рвом располагался некрополь с грунтовыми погребениями[36]